# 內田順子 (歌手)
內田順子（日语：／ Uchida Junko，1973年2月14日—），日本女藝人、歌手、音樂劇演員。目前擔任舞蹈編導及兒童保育員實務指導員。出身於東京都中野區。身高153.7cm。

## 概要
內田順子3歲時，加入了若草劇團，並於1977年5月在東京寶塚劇院製作的《第一弦》中以兒童演員的身份首次亮相。從那時起直到中學期間，她出演了《國王與我》、《真善美》和《彼得潘》。
高中1年級夏天，她出演了西友音樂劇《紅鞋》，並因此與日本古倫美亞簽約。同年9月，以動畫《奇天烈大百科》片頭主題曲《只有身體是淑女》為動畫歌手出道。
1995年，她通過了新節目《唱吧舞輪巴》的試鏡，並以「順順（じゅんじゅん）」的身份在3年內成為孩子們熟悉的面孔。她還成為了1995年成立的經紀公司「古倫美亞愛麗絲」（後來更名為「愛麗絲家族21」）的成員，該公司隸屬於日本古倫美亞的經紀公司。
她以「junko」為藝名，從事兒童舞蹈編導工作。自2000年代以來，她的主要工作是為全國各地的幼稚園教師舉辦講座和培訓，並每年夏天在「可果美劇場」進行演出（同一經紀公司的山野智子也從事和兒童互動的工作）。
自2003年左右起，她開始在所屬公司網站上發布日記（部落格），記錄自己的日常工作和動向。2008年12月28日，她發表文章宣布退出演藝圈，表示「我將退出舞台，從零開始學習社會」。之後，她在同一家公司擔任編舞和幼兒教育講師，目前擔任幼兒教育研究所的編舞和講師。不過，即使在退出演藝圈後，她仍然會參加之前參與的節目和歌曲的電視節目，因此她並沒有完全退出演藝圈，而是將活動重心從演藝圈轉向了幼兒教育。

## 演出

### 電視節目
- 預備，開始！（日语：せーの!）（日本電視台，1982年11月—1983年4月）—飾 麻美
- 媽媽們的戰爭開始了！（日语：ママたちが戦争を始めた!）（日本電視台，1985年）—飾 西原由佳
- 唱吧舞輪巴（日语：うたっておどろんぱ）（NHK教育，1995年4月—1998年3月）—飾 順順
- 載具王國噗噗鏮鏮（日语：のりもの王国ブーブーカンカン）（東京電視台，1998年4月—2000年3月）—飾 順★P

她也以嘉賓順★P的角色出現在動畫單元《電光快車俠》第128話裡配音。
- （NHK教育，2000年4月—2003年4月）多次客串演出
- 、（NHK教育，2004年11月25日）—旁白

### 網路電視
- 溜池Now（日语：溜池Now）（GyaO（日语：GYAO!#GyaO），第23—24回）

### 舞台（音樂劇）
- 真善美（飾 葛莉泰）
- 若草物語（飾 艾美、貝絲）
- （飾 紅花）
- 權狐（飾 權狐）[注 1]
- 可果美家庭音樂劇
  - 綠野仙蹤（飾 桃樂絲）
  - 糖果屋（飾 葛莉泰）
  - 傑克與豌豆（飾 傑克）
  - 桃太郎（飾 桃太郎）
  - 穿靴子的貓（飾 貓）
  - 可果美劇場（日语：カゴメ劇場）（可果美姐姐）

等多數

## 音樂作品

### 單曲
| 枚數         | 發行日期       | 單曲名稱（日文原名）   | c/w                        |
| 日本古倫美亞 | 日本古倫美亞   | 日本古倫美亞           | 日本古倫美亞               |
| ------------ | -------------- | ---------------------- | -------------------------- |
| 1st          | 1988年11月1日  | 只有身體是淑女（）     |                            |
| 2nd          | 1989年11月24日 | 拜託了，大耳鼠（お願い·チンプイ）     | （歌：林原惠、齊藤小百合） |
| 3rd          | 1991年1月24日  | 華美子的元氣預報！（わぴこの元気予報！） |                            |
| 4th          | 1991年8月21日  | 荳荳舞（ぎょっぴーダンス）             |                            |
| 5th          | 1998年8月21日  |                        | GOOD DAY                   |

### 非賣品單曲
| 枚數         | 發行日期     | 單曲名稱（日文原名） | c/w          |
| 日本古倫美亞 | 日本古倫美亞 | 日本古倫美亞         | 日本古倫美亞 |
| ------------ | ------------ | -------------------- | ------------ |
| 1st          | 1997年       | 未來的妳會美麗（未来よ君は美しい）   |              |

### 商業搭配
| 歌曲               | 商業搭配                                         |
| ------------------ | ------------------------------------------------ |
| 只有身體是淑女     | 富士電視台系列動畫《奇天烈大百科》片頭主題曲     |
| 可羅助ROCK         | 富士電視台系列動畫《奇天烈大百科》片尾主題曲     |
| 拜託了，大耳鼠     | 朝日電視台系列動畫《大耳鼠》片頭主題曲           |
| 華美子的元氣預報！ | 朝日電視台系列動畫《娛樂金魚眼》片頭主題曲       |
| 超級金魚           | 朝日電視台系列動畫《娛樂金魚眼》片尾主題曲       |
| 荳荳舞             | 朝日電視台系列動畫《娛樂金魚眼》片尾主題曲       |
| 華美子伙伴行進曲   | 朝日電視台系列動畫《娛樂金魚眼》劇中插入歌       |
| 未來的妳會美麗     | 營團地下鐵70週年形象歌曲                         |
|                    | 東京電視台系列動畫《載具王國噗噗鏮鏮》主題歌曲   |
| GOOD DAY           | 東京電視台系列動畫《載具王國噗噗鏮鏮》劇中插入歌 |

### 參加作品
| 發行日期      | 作品名稱（日文原名） | 參加歌曲                    | 備註                                           |
| ------------- | -------------------- | --------------------------- | ---------------------------------------------- |
| 1996年8月21日 |                      | 「」                        | NHK《唱吧舞輪巴！》片頭主題曲                  |
| 1996年8月21日 | 「」                 | NHK《唱吧舞輪巴！》相關歌曲 |                                                |
| 1997年2月21日 |                      | NHK《唱吧舞輪巴！》相關歌曲 | 「」                                           |
| 1997年2月21日 | 「」                 | NHK《唱吧舞輪巴！》相關歌曲 |                                                |
| 1997年7月19日 | Here we go！/        | 「」                        | 東京電視台系列動畫《載具王國噗噗鏮鏮》相關歌曲 |
| 1999年5月21日 |                      | 「」                        | 東京電視台系列動畫《載具王國噗噗鏮鏮》相關歌曲 |
| 1999年5月21日 | 「」                 |                             | 東京電視台系列動畫《載具王國噗噗鏮鏮》相關歌曲 |

### 其它樂曲
- Let's Get,Let's Win！（國土冰上曲棍球隊（日语：SEIBUプリンス ラビッツ）応援歌）
- （Nestle日本（日语：ネスレ日本）廣告歌曲）
- （可爾必思廣告歌曲）

也發布了許多其他兒童歌曲和翻唱歌曲
等

## 腳註

## 外部連結
- （日語）—內田順子的官方個人網站。
- （日語）—內田順子的官方個人部落格。
- 幼兒教育研究所官方網站 （日語）